# 喜多田明子
喜多田 明子（きただ あきこ、1982年4月1日 - ）は、日本の元フィールドホッケー選手。

## 経歴・人物
大阪府生まれ。天理大学出身。2004年アテネオリンピックに出場した。